# Eleições autárquicas de 2021 em Santarém
As eleições autárquicas de 2021 serviram para eleger os diferentes órgãos do poder local autárquico do concelho de Santarém.
O Partido Social Democrata voltou a vencer as eleições e, assim manter a liderança da autarquia que está nas suas mãos desde 2005. O PSD venceu com 37,4% dos votos, mas perdeu a maioria na vereação ao ficar com 3 vereadores.
O Partido Socialista falhou por pouco a reconquista de uma câmara que foi socialista até 2005. Os socialistas mantiveram os 3 vereadores que detinham e obtiveram 33,3% dos votos.
Por fim, destaque para a eleição de um vereador por parte do Chega ao conseguir 7,9% dos votos.

## Candidatos
| Lista | Lista                          | Candidato               |
| ----- | ------------------------------ | ----------------------- |
|       | Partido Social Democrata       | Ricardo Gonçalves       |
|       | Partido Socialista             | Manuel Afonso           |
|       | Coligação Democrática Unitária | André Gomes             |
|       | CDS – Partido Popular          | Alexandre Narciso Paulo |
|       | Bloco de Esquerda              | Fabíola Cardoso         |
|       | CHEGA                          | Pedro Frazão            |
|       | Iniciativa Liberal             | Marcos Gomes            |
|       | Pessoas–Animais–Natureza       | Rita Lopes              |

## Resultados Oficiais
Os resultados nas eleições autárquicas de 2021 no concelho de Santarém para os diferentes órgãos do poder local foram os seguintes:

### Câmara Municipal
| Partido                 | Partido                        | Votos  | %               | +/-  | Vereadores | +/-     |
| ----------------------- | ------------------------------ | ------ | --------------- | ---- | ---------- | ------- |
|                         | Partido Social Democrata       | 10 069 | 37,42 / 100,00  | 5,77 | 4 / 9      | 1       |
|                         | Partido Socialista             | 8 950  | 33,26 / 100,00  | 0,79 | 4 / 9      | Estável |
|                         | CHEGA                          | 2 133  | 7,93 / 100,00   | Novo | 1 / 9      | Novo    |
|                         | Coligação Democrática Unitária | 1 927  | 7,16 / 100,00   | 0,47 | 0 / 9      | Estável |
|                         | Bloco de Esquerda              | 1 132  | 4,21 / 100,00   | 0,16 | 0 / 9      | Estável |
|                         | CDS – Partido Popular          | 706    | 2,62 / 100,00   | 2,81 | 0 / 9      | Estável |
|                         | Iniciativa Liberal             | 574    | 2,13 / 100,00   | Novo | 0 / 9      | Novo    |
|                         | Pessoas–Animais–Natureza       | 306    | 1,14 / 100,00   | -    | 0 / 9      | -       |
| Votos Inválidos         | Votos Inválidos                | 1 112  | 4,13 / 100,00   | 0,94 |            |         |
| Total                   | Total                          | 26 909 | 100,00 / 100,00 |      | 9 / 9      |         |
| Eleitorado/Participação | Eleitorado/Participação        | 50 899 | 52,87 / 100,00  | 0,84 |            |         |

### Assembleia Municipal
| Partido                 | Partido                        | Votos  | %               | +/-  | Deputados | +/-     |
| ----------------------- | ------------------------------ | ------ | --------------- | ---- | --------- | ------- |
|                         | Partido Socialista             | 9 304  | 34,58 / 100,00  | 0,48 | 11 / 27   | 1       |
|                         | Partido Social Democrata       | 8 853  | 32,90 / 100,00  | 5,29 | 10 / 27   | 2       |
|                         | CHEGA                          | 2 306  | 8,57 / 100,00   | Novo | 2 / 27    | Novo    |
|                         | Coligação Democrática Unitária | 2 095  | 7,79 / 100,00   | 1,95 | 2 / 27    | 1       |
|                         | Bloco de Esquerda              | 1 259  | 4,68 / 100,00   | 1,34 | 1 / 27    | Estável |
|                         | CDS – Partido Popular          | 840    | 3,12 / 100,00   | 3,19 | 1 / 27    | Estável |
|                         | Iniciativa Liberal             | 639    | 2,37 / 100,00   | Novo | 0 / 27    | Novo    |
|                         | Pessoas–Animais–Natureza       | 411    | 1,53 / 100,00   | -    | 0 / 27    | -       |
| Votos Inválidos         | Votos Inválidos                | 1 201  | 4,47 / 100,00   | 1,16 |           |         |
| Total                   | Total                          | 26 908 | 100,00 / 100,00 |      | 27 / 27   |         |
| Eleitorado/Participação | Eleitorado/Participação        | 50 899 | 52,87 / 100,00  | 0,83 |           |         |

### Juntas de Freguesia
| Partido                 | Partido                        | Votos  | %               | +/-  | Presidentes | +/-     | Mandatos  | +/-  |
| ----------------------- | ------------------------------ | ------ | --------------- | ---- | ----------- | ------- | --------- | ---- |
|                         | Partido Socialista             | 9 492  | 35,21 / 100,00  | 2,85 | 9 / 18      | 3       | 66 / 158  | 5    |
|                         | Partido Social Democrata       | 7 447  | 27,62 / 100,00  | 5,48 | 6 / 18      | 3       | 47 / 158  | 8    |
|                         | Grupo de Cidadãos              | 2 882  | 10,69 / 100,00  | 0,47 | 3 / 18      | Estável | 28 / 158  | 3    |
|                         | Coligação Democrática Unitária | 2 392  | 8,87 / 100,00   | 1,32 | 0 / 18      | Estável | 12 / 158  | 2    |
|                         | CHEGA                          | 1 469  | 5,45 / 100,00   | Novo | 0 / 18      | Novo    | 2 / 158   | Novo |
|                         | Bloco de Esquerda              | 987    | 3,66 / 100,00   | 0,16 | 0 / 18      | Estável | 2 / 158   | 1    |
|                         | CDS – Partido Popular          | 837    | 3,10 / 100,00   | 1,62 | 0 / 18      | Estável | 1 / 158   | 1    |
| Votos Inválidos         | Votos Inválidos                | 1 452  | 5,39 / 100,00   | 0,53 |             |         |           |      |
| Total                   | Total                          | 26 958 | 100,00 / 100,00 |      | 18 / 18     |         | 158 / 158 |      |
| Eleitorado/Participação | Eleitorado/Participação        | 50 899 | 52,96 / 100,00  | 0,74 |             |         |           |      |

## Resultados por Freguesia

### Câmara Municipal
| Freguesia                                  | %     | %     | %     | %     | %    | %    | %    | %    | Votantes |
| Freguesia                                  | PSD   | PS    | CH    | CDU   | BE   | CDS  | IL   | PAN  | Votantes |
| ------------------------------------------ | ----- | ----- | ----- | ----- | ---- | ---- | ---- | ---- | -------- |
| Freguesia                                  |       |       |       |       |      |      |      |      | Votantes |
| Abitureiras                                | 45,57 | 38,61 | 5,65  | 3,58  | 2,26 | 0,94 | 0,94 | 0,19 | 531      |
| Abrã                                       | 47,67 | 36,50 | 3,83  | 1,67  | 1,33 | 2,50 | 1,83 | 0,17 | 600      |
| Achete, Azoia de Baixo e Póvoa de Santarém | 36,48 | 32,42 | 8,19  | 6,53  | 4,71 | 1,99 | 1,82 | 1,08 | 1 209    |
| Alcanede                                   | 54,05 | 25,25 | 4,70  | 2,11  | 1,49 | 6,80 | 1,01 | 0,96 | 2 087    |
| Alcanhões                                  | 34,70 | 35,95 | 6,97  | 13,43 | 1,87 | 2,24 | 0,75 | 1,00 | 804      |
| Almoster                                   | 31,23 | 41,48 | 6,79  | 10,37 | 2,59 | 0,99 | 2,72 | 0,99 | 810      |
| Amiais de Baixo                            | 43,41 | 40,76 | 2,45  | 5,62  | 2,04 | 0,72 | 1,33 | 0,61 | 979      |
| Arneiro das Milhariças                     | 50,34 | 30,11 | 3,91  | 8,51  | 1,84 | 0,46 | 1,38 | 0,46 | 435      |
| Azoia de Cima e Tremês                     | 33,83 | 40,47 | 6,42  | 4,60  | 4,60 | 2,03 | 0,86 | 1,18 | 934      |
| Casével e Vaqueiros                        | 55,44 | 26,59 | 2,87  | 5,59  | 2,87 | 0,91 | 1,06 | 0,76 | 662      |
| Cidade de Santarém                         | 33,87 | 30,93 | 10,40 | 6,72  | 6,13 | 2,95 | 3,00 | 1,53 | 11 934   |
| Gançaria                                   | 61,69 | 26,44 | 3,05  | 0,68  | 1,36 | 2,37 | 0    | 0,34 | 295      |
| Moçarria                                   | 27,52 | 50,94 | 5,66  | 3,77  | 3,62 | 2,20 | 2,20 | 0,94 | 636      |
| Pernes                                     | 42,30 | 33,98 | 2,85  | 14,37 | 1,82 | 1,03 | 0,68 | 0    | 877      |
| Póvoa da Isenta                            | 34,84 | 31,15 | 11,68 | 11,27 | 3,07 | 0,82 | 1,23 | 0,82 | 488      |
| Romeira e Várzea                           | 33,50 | 40,22 | 9,74  | 3,02  | 2,85 | 2,77 | 2,94 | 1,34 | 1 191    |
| São Vicente do Paul e Vale de Figueira     | 35,18 | 34,60 | 5,96  | 12,00 | 3,23 | 1,82 | 1,41 | 1,32 | 1 208    |
| Vale de Santarém                           | 28,40 | 37,27 | 7,81  | 17,98 | 2,85 | 1,55 | 1,38 | 0,49 | 1 229    |
| Santarém                                   | 37,42 | 33,26 | 7,93  | 7,16  | 4,21 | 2,62 | 2,13 | 1,14 | 26 909   |

#### Abitureiras
| Partido                 | Partido                        | Votos | %               | +/-  |
| ----------------------- | ------------------------------ | ----- | --------------- | ---- |
|                         | Partido Social Democrata       | 242   | 45,57 / 100,00  | 1,42 |
|                         | Partido Socialista             | 205   | 38,61 / 100,00  | 6,50 |
|                         | CHEGA                          | 30    | 5,65 / 100,00   | Novo |
|                         | Coligação Democrática Unitária | 19    | 3,58 / 100,00   | 1,08 |
|                         | Bloco de Esquerda              | 12    | 2,26 / 100,00   | 0,34 |
|                         | CDS – Partido Popular          | 5     | 0,94 / 100,00   | 1,36 |
|                         | Iniciativa Liberal             | 5     | 0,94 / 100,00   | Novo |
|                         | Pessoas–Animais–Natureza       | 1     | 0,19 / 100,00   | -    |
| Votos Inválidos         | Votos Inválidos                | 12    | 2,26 / 100,00   | 1,58 |
| Total                   | Total                          | 531   | 100,00 / 100,00 |      |
| Eleitorado/Participação | Eleitorado/Participação        | 799   | 66,46 / 100,00  | 2,61 |

#### Abrã
| Partido                 | Partido                        | Votos | %               | +/-   |
| ----------------------- | ------------------------------ | ----- | --------------- | ----- |
|                         | Partido Social Democrata       | 286   | 47,67 / 100,00  | 12,18 |
|                         | Partido Socialista             | 219   | 36,50 / 100,00  | 12,64 |
|                         | CHEGA                          | 23    | 3,83 / 100,00   | Novo  |
|                         | CDS – Partido Popular          | 15    | 2,50 / 100,00   | 1,67  |
|                         | Iniciativa Liberal             | 11    | 1,83 / 100,00   | Novo  |
|                         | Coligação Democrática Unitária | 10    | 1,67 / 100,00   | 0,60  |
|                         | Bloco de Esquerda              | 8     | 1,33 / 100,00   | 1,32  |
|                         | Pessoas–Animais–Natureza       | 1     | 0,17 / 100,00   | -     |
| Votos Inválidos         | Votos Inválidos                | 27    | 4,50 / 100,00   | 2,32  |
| Total                   | Total                          | 600   | 100,00 / 100,00 |       |
| Eleitorado/Participação | Eleitorado/Participação        | 884   | 67,87 / 100,00  | 11,94 |

#### Achete, Azoia de Baixo e Póvoa de Santarém
| Partido                 | Partido                        | Votos | %               | +/-   |
| ----------------------- | ------------------------------ | ----- | --------------- | ----- |
|                         | Partido Social Democrata       | 441   | 36,48 / 100,00  | 10,58 |
|                         | Partido Socialista             | 392   | 32,42 / 100,00  | 1,74  |
|                         | CHEGA                          | 99    | 8,19 / 100,00   | Novo  |
|                         | Coligação Democrática Unitária | 79    | 6,53 / 100,00   | 0,58  |
|                         | Bloco de Esquerda              | 57    | 4,71 / 100,00   | 0,92  |
|                         | CDS – Partido Popular          | 24    | 1,99 / 100,00   | 2,03  |
|                         | Iniciativa Liberal             | 22    | 1,82 / 100,00   | Novo  |
|                         | Pessoas–Animais–Natureza       | 13    | 1,08 / 100,00   | -     |
| Votos Inválidos         | Votos Inválidos                | 82    | 6,79 / 100,00   | 0,01  |
| Total                   | Total                          | 1 209 | 100,00 / 100,00 |       |
| Eleitorado/Participação | Eleitorado/Participação        | 2 238 | 54,02 / 100,00  | 4,06  |

#### Alcanede
| Partido                 | Partido                        | Votos | %               | +/-  |
| ----------------------- | ------------------------------ | ----- | --------------- | ---- |
|                         | Partido Social Democrata       | 1 128 | 54,05 / 100,00  | 4,85 |
|                         | Partido Socialista             | 527   | 25,25 / 100,00  | 3,58 |
|                         | CDS – Partido Popular          | 142   | 6,80 / 100,00   | 3,82 |
|                         | CHEGA                          | 98    | 4,70 / 100,00   | Novo |
|                         | Coligação Democrática Unitária | 44    | 2,11 / 100,00   | 0,60 |
|                         | Bloco de Esquerda              | 31    | 1,49 / 100,00   | 0,73 |
|                         | Iniciativa Liberal             | 21    | 1,01 / 100,00   | Novo |
|                         | Pessoas–Animais–Natureza       | 20    | 0,96 / 100,00   | -    |
| Votos Inválidos         | Votos Inválidos                | 76    | 3,65 / 100,00   | 0,44 |
| Total                   | Total                          | 2 087 | 100,00 / 100,00 |      |
| Eleitorado/Participação | Eleitorado/Participação        | 3 687 | 56,60 / 100,00  | 0,94 |

#### Alcanhões
| Partido                 | Partido                        | Votos | %               | +/-  |
| ----------------------- | ------------------------------ | ----- | --------------- | ---- |
|                         | Partido Socialista             | 289   | 35,95 / 100,00  | 4,49 |
|                         | Partido Social Democrata       | 279   | 34,70 / 100,00  | 7,85 |
|                         | Coligação Democrática Unitária | 108   | 13,43 / 100,00  | 2,24 |
|                         | CHEGA                          | 56    | 6,97 / 100,00   | Novo |
|                         | CDS – Partido Popular          | 18    | 2,24 / 100,00   | 0,31 |
|                         | Bloco de Esquerda              | 15    | 1,87 / 100,00   | 0,30 |
|                         | Pessoas–Animais–Natureza       | 8     | 1,00 / 100,00   | -    |
|                         | Iniciativa Liberal             | 6     | 0,75 / 100,00   | Novo |
| Votos Inválidos         | Votos Inválidos                | 25    | 3,11 / 100,00   | 0,71 |
| Total                   | Total                          | 804   | 100,00 / 100,00 |      |
| Eleitorado/Participação | Eleitorado/Participação        | 1 233 | 65,21 / 100,00  | 1,13 |

#### Almoster
| Partido                 | Partido                        | Votos | %               | +/-   |
| ----------------------- | ------------------------------ | ----- | --------------- | ----- |
|                         | Partido Socialista             | 336   | 41,48 / 100,00  | 5,32  |
|                         | Partido Social Democrata       | 253   | 31,23 / 100,00  | 10,92 |
|                         | Coligação Democrática Unitária | 84    | 10,37 / 100,00  | 1,49  |
|                         | CHEGA                          | 55    | 6,79 / 100,00   | Novo  |
|                         | Iniciativa Liberal             | 22    | 2,72 / 100,00   | Novo  |
|                         | Bloco de Esquerda              | 21    | 2,59 / 100,00   | 0,35  |
|                         | CDS – Partido Popular          | 8     | 0,99 / 100,00   | 2,29  |
|                         | Pessoas–Animais–Natureza       | 8     | 0,99 / 100,00   | -     |
| Votos Inválidos         | Votos Inválidos                | 23    | 2,84 / 100,00   | 0,43  |
| Total                   | Total                          | 810   | 100,00 / 100,00 |       |
| Eleitorado/Participação | Eleitorado/Participação        | 1 401 | 57,82 / 100,00  | 3,85  |

#### Amiais de Baixo
| Partido                 | Partido                        | Votos | %               | +/-   |
| ----------------------- | ------------------------------ | ----- | --------------- | ----- |
|                         | Partido Social Democrata       | 425   | 43,41 / 100,00  | 12,11 |
|                         | Partido Socialista             | 399   | 40,76 / 100,00  | 17,37 |
|                         | Coligação Democrática Unitária | 55    | 5,62 / 100,00   | 0,95  |
|                         | CHEGA                          | 24    | 2,45 / 100,00   | Novo  |
|                         | Bloco de Esquerda              | 20    | 2,04 / 100,00   | 0,82  |
|                         | Iniciativa Liberal             | 13    | 1,33 / 100,00   | Novo  |
|                         | CDS – Partido Popular          | 7     | 0,72 / 100,00   | 0,30  |
|                         | Pessoas–Animais–Natureza       | 6     | 0,61 / 100,00   | -     |
| Votos Inválidos         | Votos Inválidos                | 30    | 3,06 / 100,00   | 0,19  |
| Total                   | Total                          | 979   | 100,00 / 100,00 |       |
| Eleitorado/Participação | Eleitorado/Participação        | 1 475 | 66,37 / 100,00  | 1,97  |

#### Arneiro das Milhariças
| Partido                 | Partido                        | Votos | %               | +/-  |
| ----------------------- | ------------------------------ | ----- | --------------- | ---- |
|                         | Partido Social Democrata       | 219   | 50,34 / 100,00  | 4,28 |
|                         | Partido Socialista             | 131   | 30,11 / 100,00  | 4,86 |
|                         | Coligação Democrática Unitária | 37    | 8,51 / 100,00   | 3,99 |
|                         | CHEGA                          | 17    | 3,91 / 100,00   | Novo |
|                         | Bloco de Esquerda              | 8     | 1,84 / 100,00   | 0,86 |
|                         | Iniciativa Liberal             | 6     | 1,38 / 100,00   | Novo |
|                         | CDS – Partido Popular          | 2     | 0,46 / 100,00   | 0,92 |
|                         | Pessoas–Animais–Natureza       | 2     | 0,46 / 100,00   | -    |
| Votos Inválidos         | Votos Inválidos                | 13    | 2,99 / 100,00   | 0,04 |
| Total                   | Total                          | 435   | 100,00 / 100,00 |      |
| Eleitorado/Participação | Eleitorado/Participação        | 690   | 63,04 / 100,00  | 6,21 |

#### Azoia de Cima e Tremês
| Partido                 | Partido                        | Votos | %               | +/-  |
| ----------------------- | ------------------------------ | ----- | --------------- | ---- |
|                         | Partido Socialista             | 378   | 40,47 / 100,00  | 2,71 |
|                         | Partido Social Democrata       | 316   | 33,83 / 100,00  | 6,87 |
|                         | CHEGA                          | 60    | 6,42 / 100,00   | Novo |
|                         | Coligação Democrática Unitária | 43    | 4,60 / 100,00   | 2,42 |
|                         | Bloco de Esquerda              | 43    | 4,60 / 100,00   | 0,43 |
|                         | CDS – Partido Popular          | 19    | 2,03 / 100,00   | 1,77 |
|                         | Pessoas–Animais–Natureza       | 11    | 1,18 / 100,00   | -    |
|                         | Iniciativa Liberal             | 8     | 0,86 / 100,00   | Novo |
| Votos Inválidos         | Votos Inválidos                | 56    | 6,00 / 100,00   | 0,02 |
| Total                   | Total                          | 934   | 100,00 / 100,00 |      |
| Eleitorado/Participação | Eleitorado/Participação        | 1 959 | 47,68 / 100,00  | 3,14 |

#### Casével e Vaqueiros
| Partido                 | Partido                        | Votos | %               | +/-  |
| ----------------------- | ------------------------------ | ----- | --------------- | ---- |
|                         | Partido Social Democrata       | 367   | 55,44 / 100,00  | 2,46 |
|                         | Partido Socialista             | 176   | 26,59 / 100,00  | 4,51 |
|                         | Coligação Democrática Unitária | 37    | 5,59 / 100,00   | 0,83 |
|                         | CHEGA                          | 19    | 2,87 / 100,00   | Novo |
|                         | Bloco de Esquerda              | 19    | 2,87 / 100,00   | 1,15 |
|                         | Iniciativa Liberal             | 7     | 1,06 / 100,00   | Novo |
|                         | CDS – Partido Popular          | 6     | 0,91 / 100,00   | 0,88 |
|                         | Pessoas–Animais–Natureza       | 5     | 0,76 / 100,00   | -    |
| Votos Inválidos         | Votos Inválidos                | 26    | 3,93 / 100,00   | 1,43 |
| Total                   | Total                          | 662   | 100,00 / 100,00 |      |
| Eleitorado/Participação | Eleitorado/Participação        | 939   | 70,50 / 100,00  | 2,07 |

#### Cidade de Santarém
| Partido                 | Partido                        | Votos  | %               | +/-     |
| ----------------------- | ------------------------------ | ------ | --------------- | ------- |
|                         | Partido Social Democrata       | 4 042  | 33,87 / 100,00  | 7,62    |
|                         | Partido Socialista             | 3 691  | 30,93 / 100,00  | Estável |
|                         | CHEGA                          | 1 241  | 10,40 / 100,00  | Novo    |
|                         | Coligação Democrática Unitária | 802    | 6,72 / 100,00   | 0,79    |
|                         | Bloco de Esquerda              | 732    | 6,13 / 100,00   | 0,60    |
|                         | Iniciativa Liberal             | 358    | 3,00 / 100,00   | Novo    |
|                         | CDS – Partido Popular          | 352    | 2,95 / 100,00   | 5,46    |
|                         | Pessoas–Animais–Natureza       | 182    | 1,53 / 100,00   | -       |
| Votos Inválidos         | Votos Inválidos                | 534    | 4,48 / 100,00   | 0,99    |
| Total                   | Total                          | 11 934 | 100,00 / 100,00 |         |
| Eleitorado/Participação | Eleitorado/Participação        | 25 354 | 47,07 / 100,00  | 0,89    |

#### Gançaria
| Partido                 | Partido                        | Votos | %               | +/-   |
| ----------------------- | ------------------------------ | ----- | --------------- | ----- |
|                         | Partido Social Democrata       | 182   | 61,69 / 100,00  | 11,01 |
|                         | Partido Socialista             | 78    | 26,44 / 100,00  | 8,03  |
|                         | CHEGA                          | 9     | 3,05 / 100,00   | Novo  |
|                         | CDS – Partido Popular          | 7     | 2,37 / 100,00   | 0,78  |
|                         | Bloco de Esquerda              | 4     | 1,36 / 100,00   | 0,86  |
|                         | Coligação Democrática Unitária | 2     | 0,68 / 100,00   | 0,05  |
|                         | Pessoas–Animais–Natureza       | 1     | 0,34 / 100,00   | -     |
|                         | Iniciativa Liberal             | 0     | 0,00 / 100,00   | Novo  |
| Votos Inválidos         | Votos Inválidos                | 12    | 4,06 / 100,00   | 0,38  |
| Total                   | Total                          | 295   | 100,00 / 100,00 |       |
| Eleitorado/Participação | Eleitorado/Participação        | 461   | 63,99 / 100,00  | 4,94  |

#### Moçarria
| Partido                 | Partido                        | Votos | %               | +/-   |
| ----------------------- | ------------------------------ | ----- | --------------- | ----- |
|                         | Partido Socialista             | 324   | 50,94 / 100,00  | 9,85  |
|                         | Partido Social Democrata       | 175   | 27,52 / 100,00  | 11,16 |
|                         | CHEGA                          | 36    | 5,66 / 100,00   | Novo  |
|                         | Coligação Democrática Unitária | 24    | 3,77 / 100,00   | 3,29  |
|                         | Bloco de Esquerda              | 23    | 3,62 / 100,00   | 0,57  |
|                         | CDS – Partido Popular          | 14    | 2,20 / 100,00   | 1,97  |
|                         | Iniciativa Liberal             | 14    | 2,20 / 100,00   | Novo  |
|                         | Pessoas–Animais–Natureza       | 6     | 0,94 / 100,00   | -     |
| Votos Inválidos         | Votos Inválidos                | 20    | 3,15 / 100,00   | 1,82  |
| Total                   | Total                          | 636   | 100,00 / 100,00 |       |
| Eleitorado/Participação | Eleitorado/Participação        | 917   | 69,36 / 100,00  | 3,36  |

#### Pernes
| Partido                 | Partido                        | Votos | %               | +/-  |
| ----------------------- | ------------------------------ | ----- | --------------- | ---- |
|                         | Partido Social Democrata       | 371   | 42,30 / 100,00  | 0,75 |
|                         | Partido Socialista             | 298   | 33,98 / 100,00  | 0,31 |
|                         | Coligação Democrática Unitária | 126   | 14,37 / 100,00  | 1,22 |
|                         | CHEGA                          | 25    | 2,85 / 100,00   | Novo |
|                         | Bloco de Esquerda              | 16    | 1,82 / 100,00   | 0,26 |
|                         | CDS – Partido Popular          | 9     | 1,03 / 100,00   | 0,43 |
|                         | Iniciativa Liberal             | 6     | 0,68 / 100,00   | Novo |
|                         | Pessoas–Animais–Natureza       | 0     | 0,00 / 100,00   | -    |
| Votos Inválidos         | Votos Inválidos                | 26    | 2,96 / 100,00   | 1,96 |
| Total                   | Total                          | 877   | 100,00 / 100,00 |      |
| Eleitorado/Participação | Eleitorado/Participação        | 1 300 | 67,46 / 100,00  | 7,55 |

#### Póvoa da Isenta
| Partido                 | Partido                        | Votos | %               | +/-  |
| ----------------------- | ------------------------------ | ----- | --------------- | ---- |
|                         | Partido Social Democrata       | 170   | 34,84 / 100,00  | 2,84 |
|                         | Partido Socialista             | 152   | 31,15 / 100,00  | 2,94 |
|                         | CHEGA                          | 57    | 11,68 / 100,00  | Novo |
|                         | Coligação Democrática Unitária | 55    | 11,27 / 100,00  | 8,06 |
|                         | Bloco de Esquerda              | 15    | 3,07 / 100,00   | 1,66 |
|                         | Iniciativa Liberal             | 6     | 1,23 / 100,00   | Novo |
|                         | CDS – Partido Popular          | 4     | 0,82 / 100,00   | 3,91 |
|                         | Pessoas–Animais–Natureza       | 4     | 0,82 / 100,00   | -    |
| Votos Inválidos         | Votos Inválidos                | 25    | 5,12 / 100,00   | 0,60 |
| Total                   | Total                          | 488   | 100,00 / 100,00 |      |
| Eleitorado/Participação | Eleitorado/Participação        | 853   | 57,21 / 100,00  | 1,81 |

#### Romeira e Várzea
| Partido                 | Partido                        | Votos | %               | +/-  |
| ----------------------- | ------------------------------ | ----- | --------------- | ---- |
|                         | Partido Socialista             | 479   | 40,22 / 100,00  | 0,20 |
|                         | Partido Social Democrata       | 399   | 33,50 / 100,00  | 9,63 |
|                         | CHEGA                          | 116   | 9,74 / 100,00   | Novo |
|                         | Coligação Democrática Unitária | 36    | 3,02 / 100,00   | 0,10 |
|                         | Iniciativa Liberal             | 35    | 2,94 / 100,00   | Novo |
|                         | Bloco de Esquerda              | 34    | 2,85 / 100,00   | 0,42 |
|                         | CDS – Partido Popular          | 33    | 2,77 / 100,00   | 1,70 |
|                         | Pessoas–Animais–Natureza       | 16    | 1,34 / 100,00   | -    |
| Votos Inválidos         | Votos Inválidos                | 43    | 3,61 / 100,00   | 1,58 |
| Total                   | Total                          | 1 191 | 100,00 / 100,00 |      |
| Eleitorado/Participação | Eleitorado/Participação        | 2 132 | 55,86 / 100,00  | 3,14 |

#### São Vicente do Paul e Vale de Figueira
| Partido                 | Partido                        | Votos | %               | +/-  |
| ----------------------- | ------------------------------ | ----- | --------------- | ---- |
|                         | Partido Social Democrata       | 425   | 35,18 / 100,00  | 6,69 |
|                         | Partido Socialista             | 418   | 34,60 / 100,00  | 1,42 |
|                         | Coligação Democrática Unitária | 145   | 12,00 / 100,00  | 1,36 |
|                         | CHEGA                          | 72    | 5,96 / 100,00   | Novo |
|                         | Bloco de Esquerda              | 39    | 3,23 / 100,00   | 0,59 |
|                         | CDS – Partido Popular          | 22    | 1,82 / 100,00   | 2,22 |
|                         | Iniciativa Liberal             | 17    | 1,41 / 100,00   | Novo |
|                         | Pessoas–Animais–Natureza       | 16    | 1,32 / 100,00   | -    |
| Votos Inválidos         | Votos Inválidos                | 54    | 4,47 / 100,00   | 1,07 |
| Total                   | Total                          | 1 208 | 100,00 / 100,00 |      |
| Eleitorado/Participação | Eleitorado/Participação        | 2 217 | 54,49 / 100,00  | 3,43 |

#### Vale de Santarém
| Partido                 | Partido                        | Votos | %               | +/-   |
| ----------------------- | ------------------------------ | ----- | --------------- | ----- |
|                         | Partido Socialista             | 458   | 37,27 / 100,00  | 16,32 |
|                         | Partido Social Democrata       | 349   | 28,40 / 100,00  | 6,46  |
|                         | Coligação Democrática Unitária | 221   | 17,98 / 100,00  | 4,56  |
|                         | CHEGA                          | 96    | 7,81 / 100,00   | Novo  |
|                         | Bloco de Esquerda              | 35    | 2,85 / 100,00   | 0,46  |
|                         | CDS – Partido Popular          | 19    | 1,55 / 100,00   | 2,00  |
|                         | Iniciativa Liberal             | 17    | 1,38 / 100,00   | Novo  |
|                         | Pessoas–Animais–Natureza       | 6     | 0,49 / 100,00   | -     |
| Votos Inválidos         | Votos Inválidos                | 28    | 2,28 / 100,00   | 1,43  |
| Total                   | Total                          | 1 229 | 100,00 / 100,00 |       |
| Eleitorado/Participação | Eleitorado/Participação        | 2 360 | 52,08 / 100,00  | 0,67  |

### Assembleia Municipal
| Freguesia                                  | %     | %     | %     | %     | %    | %    | %    | %    | Votantes |
| Freguesia                                  | PS    | PSD   | CH    | CDU   | BE   | CDS  | IL   | PAN  | Votantes |
| ------------------------------------------ | ----- | ----- | ----- | ----- | ---- | ---- | ---- | ---- | -------- |
| Freguesia                                  |       |       |       |       |      |      |      |      | Votantes |
| Abitureiras                                | 40,68 | 41,43 | 6,21  | 2,26  | 2,64 | 1,32 | 1,13 | 0,38 | 531      |
| Abrã                                       | 41,67 | 40,67 | 4,00  | 2,00  | 1,83 | 3,00 | 1,67 | 0,17 | 600      |
| Achete, Azoia de Baixo e Póvoa de Santarém | 34,24 | 30,44 | 9,59  | 7,69  | 5,62 | 1,99 | 1,65 | 1,82 | 1 209    |
| Alcanede                                   | 26,65 | 47,75 | 5,42  | 2,78  | 1,63 | 9,30 | 1,15 | 1,10 | 2 086    |
| Alcanhões                                  | 36,82 | 31,09 | 7,96  | 14,80 | 1,99 | 2,49 | 0,62 | 1,00 | 804      |
| Almoster                                   | 43,70 | 28,64 | 6,67  | 10,00 | 2,96 | 0,74 | 2,96 | 1,36 | 810      |
| Amiais de Baixo                            | 48,83 | 31,87 | 3,17  | 6,95  | 2,04 | 1,02 | 1,84 | 0,92 | 979      |
| Arneiro das Milhariças                     | 32,57 | 45,64 | 4,13  | 8,94  | 2,29 | 0,69 | 1,15 | 0,23 | 436      |
| Azoia de Cima e Tremês                     | 41,76 | 29,12 | 6,75  | 5,35  | 5,57 | 1,50 | 1,39 | 1,71 | 934      |
| Casével e Vaqueiros                        | 27,19 | 52,72 | 3,47  | 5,44  | 2,87 | 1,66 | 1,21 | 1,06 | 662      |
| Cidade de Santarém                         | 31,10 | 30,69 | 10,79 | 7,21  | 6,67 | 3,58 | 3,34 | 1,99 | 11 933   |
| Gançaria                                   | 27,12 | 55,93 | 5,42  | 1,02  | 2,03 | 3,73 | 0,34 | 0,34 | 295      |
| Moçarria                                   | 52,67 | 23,11 | 6,60  | 5,35  | 3,46 | 1,73 | 1,89 | 1,42 | 636      |
| Pernes                                     | 35,12 | 37,74 | 2,96  | 15,85 | 2,96 | 0,80 | 0,57 | 0,46 | 877      |
| Póvoa da Isenta                            | 30,12 | 30,74 | 13,32 | 13,73 | 3,69 | 0,82 | 1,64 | 1,23 | 488      |
| Romeira e Várzea                           | 43,66 | 26,87 | 10,58 | 3,86  | 3,53 | 2,52 | 3,19 | 1,76 | 1 191    |
| São Vicente do Paul e Vale de Figueira     | 36,75 | 29,30 | 7,45  | 13,33 | 3,31 | 1,66 | 1,82 | 1,82 | 1 208    |
| Vale de Santarém                           | 39,30 | 22,95 | 9,28  | 17,66 | 3,34 | 1,87 | 1,79 | 0,81 | 1 229    |
| Santarém                                   | 34,58 | 32,90 | 8,57  | 7,79  | 4,68 | 3,12 | 2,37 | 1,53 | 26 908   |

#### Abitureiras
| Partido                 | Partido                        | Votos | %               | +/-  |
| ----------------------- | ------------------------------ | ----- | --------------- | ---- |
|                         | Partido Social Democrata       | 220   | 41,43 / 100,00  | 0,03 |
|                         | Partido Socialista             | 216   | 40,68 / 100,00  | 3,47 |
|                         | CHEGA                          | 33    | 6,21 / 100,00   | Novo |
|                         | Bloco de Esquerda              | 14    | 2,64 / 100,00   | 0,81 |
|                         | Coligação Democrática Unitária | 12    | 2,26 / 100,00   | 0,81 |
|                         | CDS – Partido Popular          | 7     | 1,32 / 100,00   | 1,37 |
|                         | Iniciativa Liberal             | 6     | 1,13 / 100,00   | Novo |
|                         | Pessoas–Animais–Natureza       | 2     | 0,38 / 100,00   | -    |
| Votos Inválidos         | Votos Inválidos                | 21    | 3,95 / 100,00   | 1,23 |
| Total                   | Total                          | 531   | 100,00 / 100,00 |      |
| Eleitorado/Participação | Eleitorado/Participação        | 799   | 66,46 / 100,00  | 2,61 |

#### Abrã
| Partido                 | Partido                        | Votos | %               | +/-   |
| ----------------------- | ------------------------------ | ----- | --------------- | ----- |
|                         | Partido Socialista             | 250   | 41,67 / 100,00  | 17,24 |
|                         | Partido Social Democrata       | 244   | 40,67 / 100,00  | 15,39 |
|                         | CHEGA                          | 24    | 4,00 / 100,00   | Novo  |
|                         | CDS – Partido Popular          | 18    | 3,00 / 100,00   | 1,55  |
|                         | Coligação Democrática Unitária | 12    | 2,00 / 100,00   | 0,84  |
|                         | Bloco de Esquerda              | 11    | 1,83 / 100,00   | 2,53  |
|                         | Iniciativa Liberal             | 10    | 1,67 / 100,00   | Novo  |
|                         | Pessoas–Animais–Natureza       | 1     | 0,17 / 100,00   | -     |
| Votos Inválidos         | Votos Inválidos                | 30    | 5,00 / 100,00   | 2,76  |
| Total                   | Total                          | 600   | 100,00 / 100,00 |       |
| Eleitorado/Participação | Eleitorado/Participação        | 884   | 67,87 / 100,00  | 11,94 |

#### Achete, Azoia de Baixo e Póvoa de Santarém
| Partido                 | Partido                        | Votos | %               | +/-   |
| ----------------------- | ------------------------------ | ----- | --------------- | ----- |
|                         | Partido Socialista             | 414   | 34,24 / 100,00  | 2,86  |
|                         | Partido Social Democrata       | 368   | 30,44 / 100,00  | 10,36 |
|                         | CHEGA                          | 116   | 9,59 / 100,00   | Novo  |
|                         | Coligação Democrática Unitária | 93    | 7,69 / 100,00   | 1,04  |
|                         | Bloco de Esquerda              | 68    | 5,62 / 100,00   | 0,79  |
|                         | CDS – Partido Popular          | 24    | 1,99 / 100,00   | 2,49  |
|                         | Pessoas–Animais–Natureza       | 22    | 1,82 / 100,00   | -     |
|                         | Iniciativa Liberal             | 20    | 1,65 / 100,00   | Novo  |
| Votos Inválidos         | Votos Inválidos                | 84    | 6,95 / 100,00   | 1,24  |
| Total                   | Total                          | 1 209 | 100,00 / 100,00 |       |
| Eleitorado/Participação | Eleitorado/Participação        | 2 238 | 54,02 / 100,00  | 4,06  |

#### Alcanede
| Partido                 | Partido                        | Votos | %               | +/-  |
| ----------------------- | ------------------------------ | ----- | --------------- | ---- |
|                         | Partido Social Democrata       | 996   | 47,75 / 100,00  | 9,46 |
|                         | Partido Socialista             | 556   | 26,65 / 100,00  | 0,84 |
|                         | CDS – Partido Popular          | 194   | 9,30 / 100,00   | 5,47 |
|                         | CHEGA                          | 113   | 5,42 / 100,00   | Novo |
|                         | Coligação Democrática Unitária | 58    | 2,78 / 100,00   | 1,09 |
|                         | Bloco de Esquerda              | 34    | 1,63 / 100,00   | 1,44 |
|                         | Iniciativa Liberal             | 24    | 1,15 / 100,00   | Novo |
|                         | Pessoas–Animais–Natureza       | 23    | 1,10 / 100,00   | -    |
| Votos Inválidos         | Votos Inválidos                | 88    | 4,22 / 100,00   | 0,32 |
| Total                   | Total                          | 2 086 | 100,00 / 100,00 |      |
| Eleitorado/Participação | Eleitorado/Participação        | 3 687 | 56,58 / 100,00  | 0,96 |

#### Alcanhões
| Partido                 | Partido                        | Votos | %               | +/-  |
| ----------------------- | ------------------------------ | ----- | --------------- | ---- |
|                         | Partido Socialista             | 296   | 36,82 / 100,00  | 3,70 |
|                         | Partido Social Democrata       | 250   | 31,09 / 100,00  | 9,40 |
|                         | Coligação Democrática Unitária | 119   | 14,80 / 100,00  | 2,52 |
|                         | CHEGA                          | 64    | 7,96 / 100,00   | Novo |
|                         | CDS – Partido Popular          | 20    | 2,49 / 100,00   | 0,57 |
|                         | Bloco de Esquerda              | 16    | 1,99 / 100,00   | 1,07 |
|                         | Pessoas–Animais–Natureza       | 8     | 1,00 / 100,00   | -    |
|                         | Iniciativa Liberal             | 5     | 0,62 / 100,00   | Novo |
| Votos Inválidos         | Votos Inválidos                | 26    | 3,23 / 100,00   | 0,72 |
| Total                   | Total                          | 804   | 100,00 / 100,00 |      |
| Eleitorado/Participação | Eleitorado/Participação        | 1 233 | 65,21 / 100,00  | 1,13 |

#### Almoster
| Partido                 | Partido                        | Votos | %               | +/-   |
| ----------------------- | ------------------------------ | ----- | --------------- | ----- |
|                         | Partido Socialista             | 354   | 43,70 / 100,00  | 7,88  |
|                         | Partido Social Democrata       | 232   | 28,64 / 100,00  | 10,12 |
|                         | Coligação Democrática Unitária | 81    | 10,00 / 100,00  | 3,45  |
|                         | CHEGA                          | 54    | 6,67 / 100,00   | Novo  |
|                         | Bloco de Esquerda              | 24    | 2,96 / 100,00   | 1,22  |
|                         | Iniciativa Liberal             | 24    | 2,96 / 100,00   | Novo  |
|                         | Pessoas–Animais–Natureza       | 11    | 1,36 / 100,00   | -     |
|                         | CDS – Partido Popular          | 6     | 0,74 / 100,00   | 2,76  |
| Votos Inválidos         | Votos Inválidos                | 24    | 2,96 / 100,00   | 1,33  |
| Total                   | Total                          | 810   | 100,00 / 100,00 |       |
| Eleitorado/Participação | Eleitorado/Participação        | 1 401 | 57,82 / 100,00  | 3,85  |

#### Amiais de Baixo
| Partido                 | Partido                        | Votos | %               | +/-  |
| ----------------------- | ------------------------------ | ----- | --------------- | ---- |
|                         | Partido Socialista             | 478   | 48,83 / 100,00  | 9,71 |
|                         | Partido Social Democrata       | 312   | 31,87 / 100,00  | 3,82 |
|                         | Coligação Democrática Unitária | 68    | 6,95 / 100,00   | 1,26 |
|                         | CHEGA                          | 31    | 3,17 / 100,00   | Novo |
|                         | Bloco de Esquerda              | 20    | 2,04 / 100,00   | 0,01 |
|                         | Iniciativa Liberal             | 18    | 1,84 / 100,00   | Novo |
|                         | CDS – Partido Popular          | 10    | 1,02 / 100,00   | 0,61 |
|                         | Pessoas–Animais–Natureza       | 9     | 0,92 / 100,00   | -    |
| Votos Inválidos         | Votos Inválidos                | 33    | 3,37 / 100,00   | 0,69 |
| Total                   | Total                          | 979   | 100,00 / 100,00 |      |
| Eleitorado/Participação | Eleitorado/Participação        | 1 475 | 66,37 / 100,00  | 1,97 |

#### Arneiro das Milhariças
| Partido                 | Partido                        | Votos | %               | +/-  |
| ----------------------- | ------------------------------ | ----- | --------------- | ---- |
|                         | Partido Social Democrata       | 199   | 45,64 / 100,00  | 2,10 |
|                         | Partido Socialista             | 142   | 32,57 / 100,00  | 6,33 |
|                         | Coligação Democrática Unitária | 39    | 8,94 / 100,00   | 3,24 |
|                         | CHEGA                          | 18    | 4,13 / 100,00   | Novo |
|                         | Bloco de Esquerda              | 10    | 2,29 / 100,00   | 0,72 |
|                         | Iniciativa Liberal             | 5     | 1,15 / 100,00   | Novo |
|                         | CDS – Partido Popular          | 3     | 0,69 / 100,00   | 0,29 |
|                         | Pessoas–Animais–Natureza       | 1     | 0,23 / 100,00   | -    |
| Votos Inválidos         | Votos Inválidos                | 19    | 4,36 / 100,00   | 0,75 |
| Total                   | Total                          | 436   | 100,00 / 100,00 |      |
| Eleitorado/Participação | Eleitorado/Participação        | 690   | 63,19 / 100,00  | 6,06 |

#### Azoia de Cima e Tremês
| Partido                 | Partido                        | Votos | %               | +/-  |
| ----------------------- | ------------------------------ | ----- | --------------- | ---- |
|                         | Partido Socialista             | 390   | 41,76 / 100,00  | 2,67 |
|                         | Partido Social Democrata       | 272   | 29,12 / 100,00  | 8,45 |
|                         | CHEGA                          | 63    | 6,75 / 100,00   | Novo |
|                         | Bloco de Esquerda              | 52    | 5,57 / 100,00   | 0,50 |
|                         | Coligação Democrática Unitária | 50    | 5,35 / 100,00   | 2,15 |
|                         | Pessoas–Animais–Natureza       | 16    | 1,71 / 100,00   | -    |
|                         | CDS – Partido Popular          | 14    | 1,50 / 100,00   | 2,39 |
|                         | Iniciativa Liberal             | 13    | 1,39 / 100,00   | Novo |
| Votos Inválidos         | Votos Inválidos                | 64    | 6,85 / 100,00   | 0,97 |
| Total                   | Total                          | 934   | 100,00 / 100,00 |      |
| Eleitorado/Participação | Eleitorado/Participação        | 1 959 | 47,68 / 100,00  | 3,14 |

#### Casével e Vaqueiros
| Partido                 | Partido                        | Votos | %               | +/-  |
| ----------------------- | ------------------------------ | ----- | --------------- | ---- |
|                         | Partido Social Democrata       | 349   | 52,72 / 100,00  | 1,83 |
|                         | Partido Socialista             | 180   | 27,19 / 100,00  | 1,83 |
|                         | Coligação Democrática Unitária | 36    | 5,44 / 100,00   | 0,36 |
|                         | CHEGA                          | 23    | 3,47 / 100,00   | Novo |
|                         | Bloco de Esquerda              | 19    | 2,87 / 100,00   | 2,93 |
|                         | CDS – Partido Popular          | 11    | 1,66 / 100,00   | 1,91 |
|                         | Iniciativa Liberal             | 8     | 1,21 / 100,00   | Novo |
|                         | Pessoas–Animais–Natureza       | 7     | 1,06 / 100,00   | -    |
| Votos Inválidos         | Votos Inválidos                | 29    | 4,38 / 100,00   | 0,63 |
| Total                   | Total                          | 662   | 100,00 / 100,00 |      |
| Eleitorado/Participação | Eleitorado/Participação        | 939   | 70,50 / 100,00  | 2,07 |

#### Cidade de Santarém
| Partido                 | Partido                        | Votos  | %               | +/-  |
| ----------------------- | ------------------------------ | ------ | --------------- | ---- |
|                         | Partido Socialista             | 3 711  | 31,10 / 100,00  | 0,57 |
|                         | Partido Social Democrata       | 3 662  | 30,69 / 100,00  | 5,15 |
|                         | CHEGA                          | 1 288  | 10,79 / 100,00  | Novo |
|                         | Coligação Democrática Unitária | 860    | 7,21 / 100,00   | 2,61 |
|                         | Bloco de Esquerda              | 796    | 6,67 / 100,00   | 1,58 |
|                         | CDS – Partido Popular          | 427    | 3,58 / 100,00   | 6,03 |
|                         | Iniciativa Liberal             | 398    | 3,34 / 100,00   | Novo |
|                         | Pessoas–Animais–Natureza       | 238    | 1,99 / 100,00   | -    |
| Votos Inválidos         | Votos Inválidos                | 553    | 4,63 / 100,00   | 1,34 |
| Total                   | Total                          | 11 933 | 100,00 / 100,00 |      |
| Eleitorado/Participação | Eleitorado/Participação        | 25 354 | 47,07 / 100,00  | 0,87 |

#### Gançaria
| Partido                 | Partido                        | Votos | %               | +/-   |
| ----------------------- | ------------------------------ | ----- | --------------- | ----- |
|                         | Partido Social Democrata       | 165   | 55,93 / 100,00  | 13,91 |
|                         | Partido Socialista             | 80    | 27,12 / 100,00  | 8,07  |
|                         | CHEGA                          | 16    | 5,42 / 100,00   | Novo  |
|                         | CDS – Partido Popular          | 11    | 3,73 / 100,00   | 0,56  |
|                         | Bloco de Esquerda              | 6     | 2,03 / 100,00   | 0,19  |
|                         | Coligação Democrática Unitária | 3     | 1,02 / 100,00   | 0,25  |
|                         | Iniciativa Liberal             | 1     | 0,34 / 100,00   | Novo  |
|                         | Pessoas–Animais–Natureza       | 1     | 0,34 / 100,00   | -     |
| Votos Inválidos         | Votos Inválidos                | 12    | 4,07 / 100,00   | 0,37  |
| Total                   | Total                          | 295   | 100,00 / 100,00 |       |
| Eleitorado/Participação | Eleitorado/Participação        | 461   | 63,99 / 100,00  | 4,94  |

#### Moçarria
| Partido                 | Partido                        | Votos | %               | +/-  |
| ----------------------- | ------------------------------ | ----- | --------------- | ---- |
|                         | Partido Socialista             | 335   | 52,67 / 100,00  | 7,73 |
|                         | Partido Social Democrata       | 147   | 23,11 / 100,00  | 8,51 |
|                         | CHEGA                          | 42    | 6,60 / 100,00   | Novo |
|                         | Coligação Democrática Unitária | 34    | 5,35 / 100,00   | 4,12 |
|                         | Bloco de Esquerda              | 22    | 3,46 / 100,00   | 0,87 |
|                         | Iniciativa Liberal             | 12    | 1,89 / 100,00   | Novo |
|                         | CDS – Partido Popular          | 11    | 1,73 / 100,00   | 2,76 |
|                         | Pessoas–Animais–Natureza       | 9     | 1,42 / 100,00   | -    |
| Votos Inválidos         | Votos Inválidos                | 24    | 3,78 / 100,00   | 1,35 |
| Total                   | Total                          | 636   | 100,00 / 100,00 |      |
| Eleitorado/Participação | Eleitorado/Participação        | 917   | 69,36 / 100,00  | 3,36 |

#### Pernes
| Partido                 | Partido                        | Votos | %               | +/-  |
| ----------------------- | ------------------------------ | ----- | --------------- | ---- |
|                         | Partido Social Democrata       | 331   | 37,74 / 100,00  | 0,21 |
|                         | Partido Socialista             | 308   | 35,12 / 100,00  | 1,19 |
|                         | Coligação Democrática Unitária | 139   | 15,85 / 100,00  | 4,41 |
|                         | CHEGA                          | 26    | 2,96 / 100,00   | Novo |
|                         | Bloco de Esquerda              | 26    | 2,96 / 100,00   | 0,04 |
|                         | CDS – Partido Popular          | 7     | 0,80 / 100,00   | 0,04 |
|                         | Iniciativa Liberal             | 5     | 0,57 / 100,00   | Novo |
|                         | Pessoas–Animais–Natureza       | 4     | 0,46 / 100,00   | -    |
| Votos Inválidos         | Votos Inválidos                | 31    | 3,53 / 100,00   | 0,91 |
| Total                   | Total                          | 877   | 100,00 / 100,00 |      |
| Eleitorado/Participação | Eleitorado/Participação        | 1 300 | 67,46 / 100,00  | 7,55 |

#### Póvoa da Isenta
| Partido                 | Partido                        | Votos | %               | +/-  |
| ----------------------- | ------------------------------ | ----- | --------------- | ---- |
|                         | Partido Social Democrata       | 150   | 30,74 / 100,00  | 1,21 |
|                         | Partido Socialista             | 147   | 30,12 / 100,00  | 3,49 |
|                         | Coligação Democrática Unitária | 67    | 13,73 / 100,00  | 9,15 |
|                         | CHEGA                          | 65    | 13,32 / 100,00  | Novo |
|                         | Bloco de Esquerda              | 18    | 3,69 / 100,00   | 2,62 |
|                         | Iniciativa Liberal             | 8     | 1,64 / 100,00   | Novo |
|                         | Pessoas–Animais–Natureza       | 6     | 1,23 / 100,00   | -    |
|                         | CDS – Partido Popular          | 4     | 0,82 / 100,00   | 4,90 |
| Votos Inválidos         | Votos Inválidos                | 23    | 4,71 / 100,00   | 1,80 |
| Total                   | Total                          | 488   | 100,00 / 100,00 |      |
| Eleitorado/Participação | Eleitorado/Participação        | 853   | 57,21 / 100,00  | 1,81 |

#### Romeira e Várzea
| Partido                 | Partido                        | Votos | %               | +/-  |
| ----------------------- | ------------------------------ | ----- | --------------- | ---- |
|                         | Partido Socialista             | 520   | 43,66 / 100,00  | 2,35 |
|                         | Partido Social Democrata       | 320   | 26,87 / 100,00  | 5,96 |
|                         | CHEGA                          | 126   | 10,58 / 100,00  | Novo |
|                         | Coligação Democrática Unitária | 46    | 3,86 / 100,00   | 0,93 |
|                         | Bloco de Esquerda              | 42    | 3,53 / 100,00   | 1,34 |
|                         | Iniciativa Liberal             | 38    | 3,19 / 100,00   | Novo |
|                         | CDS – Partido Popular          | 30    | 2,52 / 100,00   | 2,99 |
|                         | Pessoas–Animais–Natureza       | 21    | 1,76 / 100,00   | -    |
| Votos Inválidos         | Votos Inválidos                | 48    | 4,03 / 100,00   | 1,96 |
| Total                   | Total                          | 1 191 | 100,00 / 100,00 |      |
| Eleitorado/Participação | Eleitorado/Participação        | 2 132 | 55,86 / 100,00  | 3,14 |

#### São Vicente do Paul e Vale de Figueira
| Partido                 | Partido                        | Votos | %               | +/-  |
| ----------------------- | ------------------------------ | ----- | --------------- | ---- |
|                         | Partido Socialista             | 444   | 36,75 / 100,00  | 3,27 |
|                         | Partido Social Democrata       | 354   | 29,30 / 100,00  | 6,13 |
|                         | Coligação Democrática Unitária | 161   | 13,33 / 100,00  | 0,83 |
|                         | CHEGA                          | 90    | 7,45 / 100,00   | Novo |
|                         | Bloco de Esquerda              | 40    | 3,31 / 100,00   | 2,01 |
|                         | Iniciativa Liberal             | 22    | 1,82 / 100,00   | Novo |
|                         | Pessoas–Animais–Natureza       | 22    | 1,82 / 100,00   | -    |
|                         | CDS – Partido Popular          | 20    | 1,66 / 100,00   | 3,28 |
| Votos Inválidos         | Votos Inválidos                | 55    | 4,56 / 100,00   | 2,11 |
| Total                   | Total                          | 1 208 | 100,00 / 100,00 |      |
| Eleitorado/Participação | Eleitorado/Participação        | 2 217 | 54,49 / 100,00  | 3,43 |

#### Vale de Santarém
| Partido                 | Partido                        | Votos | %               | +/-   |
| ----------------------- | ------------------------------ | ----- | --------------- | ----- |
|                         | Partido Socialista             | 483   | 39,30 / 100,00  | 10,98 |
|                         | Partido Social Democrata       | 282   | 22,95 / 100,00  | 4,24  |
|                         | Coligação Democrática Unitária | 217   | 17,66 / 100,00  | 0,18  |
|                         | CHEGA                          | 114   | 9,28 / 100,00   | Novo  |
|                         | Bloco de Esquerda              | 41    | 3,34 / 100,00   | 1,55  |
|                         | CDS – Partido Popular          | 23    | 1,87 / 100,00   | 2,23  |
|                         | Iniciativa Liberal             | 22    | 1,79 / 100,00   | Novo  |
|                         | Pessoas–Animais–Natureza       | 10    | 0,81 / 100,00   | -     |
| Votos Inválidos         | Votos Inválidos                | 37    | 3,01 / 100,00   | 1,17  |
| Total                   | Total                          | 1 229 | 100,00 / 100,00 |       |
| Eleitorado/Participação | Eleitorado/Participação        | 2 360 | 52,08 / 100,00  | 0,67  |

### Juntas de Freguesia

#### Abitureiras
| Partido                 | Partido                  | Votos | %               | +/-  | Mandatos | +/- |
| ----------------------- | ------------------------ | ----- | --------------- | ---- | -------- | --- |
|                         | Partido Social Democrata | 266   | 50,09 / 100,00  | 6,90 | 4 / 7    | 1   |
|                         | Partido Socialista       | 245   | 46,14 / 100,00  | 5,11 | 3 / 7    | 1   |
| Votos Inválidos         | Votos Inválidos          | 20    | 3,76 / 100,00   | 1,80 |          |     |
| Total                   | Total                    | 531   | 100,00 / 100,00 |      | 7 / 7    |     |
| Eleitorado/Participação | Eleitorado/Participação  | 799   | 66,46 / 100,00  | 2,61 |          |     |

#### Abrã
| Partido                 | Partido                  | Votos | %               | +/-   | Mandatos | +/- |
| ----------------------- | ------------------------ | ----- | --------------- | ----- | -------- | --- |
|                         | Partido Socialista       | 373   | 62,17 / 100,00  | -     | 5 / 7    | -   |
|                         | Partido Social Democrata | 179   | 29,83 / 100,00  | 49,72 | 2 / 7    | 5   |
|                         | CDS – Partido Popular    | 22    | 3,67 / 100,00   | -     | 0 / 7    | -   |
| Votos Inválidos         | Votos Inválidos          | 26    | 4,34 / 100,00   | 16,11 |          |     |
| Total                   | Total                    | 600   | 100,00 / 100,00 |       | 7 / 7    |     |
| Eleitorado/Participação | Eleitorado/Participação  | 884   | 67,87 / 100,00  | 11,94 |          |     |

#### Achete, Azoia de Baixo e Póvoa de Santarém
| Partido                 | Partido                                                              | Votos | %               | +/-  | Mandatos | +/-     |
| ----------------------- | -------------------------------------------------------------------- | ----- | --------------- | ---- | -------- | ------- |
|                         | Movimento Independente de Achete, Azoia de Baixo e Póvoa de Santarém | 812   | 67,16 / 100,00  | 4,94 | 7 / 9    | 1       |
|                         | Coligação Democrática Unitária                                       | 152   | 12,57 / 100,00  | 0,13 | 1 / 9    | Estável |
|                         | Bloco de Esquerda                                                    | 109   | 9,02 / 100,00   | 3,84 | 1 / 9    | 1       |
| Votos Inválidos         | Votos Inválidos                                                      | 136   | 11,25 / 100,00  | 0,97 |          |         |
| Total                   | Total                                                                | 1 209 | 100,00 / 100,00 |      | 9 / 9    |         |
| Eleitorado/Participação | Eleitorado/Participação                                              | 2 238 | 54,02 / 100,00  | 4,06 |          |         |

#### Alcanede
| Partido                 | Partido                        | Votos | %               | +/-   | Mandatos | +/-     |
| ----------------------- | ------------------------------ | ----- | --------------- | ----- | -------- | ------- |
|                         | Partido Social Democrata       | 896   | 42,91 / 100,00  | 15,19 | 5 / 9    | 1       |
|                         | Partido Socialista             | 657   | 31,47 / 100,00  | 1,49  | 3 / 9    | Estável |
|                         | CDS – Partido Popular          | 310   | 14,85 / 100,00  | 11,38 | 1 / 9    | 1       |
|                         | CHEGA                          | 92    | 4,41 / 100,00   | Novo  | 0 / 9    | Novo    |
|                         | Coligação Democrática Unitária | 53    | 2,54 / 100,00   | 1,29  | 0 / 9    | Estável |
| Votos Inválidos         | Votos Inválidos                | 80    | 3,84 / 100,00   | 0,78  |          |         |
| Total                   | Total                          | 2 088 | 100,00 / 100,00 |       | 9 / 9    |         |
| Eleitorado/Participação | Eleitorado/Participação        | 3 687 | 56,63 / 100,00  | 0,91  |          |         |

#### Alcanhões
| Partido                 | Partido                        | Votos | %               | +/-  | Mandatos | +/-     |
| ----------------------- | ------------------------------ | ----- | --------------- | ---- | -------- | ------- |
|                         | Partido Socialista             | 358   | 44,53 / 100,00  | 6,31 | 5 / 9    | 1       |
|                         | Partido Social Democrata       | 277   | 34,45 / 100,00  | 5,55 | 3 / 9    | 1       |
|                         | Coligação Democrática Unitária | 128   | 15,92 / 100,00  | 2,68 | 1 / 9    | Estável |
|                         | CDS – Partido Popular          | 19    | 2,36 / 100,00   | -    | 0 / 9    | -       |
| Votos Inválidos         | Votos Inválidos                | 22    | 2,74 / 100,00   | 0,44 |          |         |
| Total                   | Total                          | 804   | 100,00 / 100,00 |      | 9 / 9    |         |
| Eleitorado/Participação | Eleitorado/Participação        | 1 233 | 65,21 / 100,00  | 1,13 |          |         |

#### Almoster
| Partido                 | Partido                        | Votos | %               | +/-   | Mandatos | +/-     |
| ----------------------- | ------------------------------ | ----- | --------------- | ----- | -------- | ------- |
|                         | Partido Socialista             | 399   | 49,26 / 100,00  | 14,46 | 5 / 9    | 1       |
|                         | Partido Social Democrata       | 264   | 32,59 / 100,00  | 10,12 | 3 / 9    | 1       |
|                         | Coligação Democrática Unitária | 98    | 12,10 / 100,00  | 0,46  | 1 / 9    | Estável |
|                         | Bloco de Esquerda              | 14    | 1,73 / 100,00   | 1,89  | 0 / 9    | Estável |
| Votos Inválidos         | Votos Inválidos                | 35    | 4,32 / 100,00   | 0,48  |          |         |
| Total                   | Total                          | 810   | 100,00 / 100,00 |       | 9 / 9    |         |
| Eleitorado/Participação | Eleitorado/Participação        | 1 401 | 57,82 / 100,00  | 3,85  |          |         |

#### Amiais de Baixo
| Partido                 | Partido                                   | Votos | %               | +/-   | Mandatos | +/-     |
| ----------------------- | ----------------------------------------- | ----- | --------------- | ----- | -------- | ------- |
|                         | Partido Socialista                        | 459   | 46,88 / 100,00  | 12,88 | 5 / 9    | 1       |
|                         | Movimento Independente de Amiais de Baixo | 390   | 39,84 / 100,00  | Novo  | 4 / 9    | Novo    |
|                         | Coligação Democrática Unitária            | 80    | 8,17 / 100,00   | 1,67  | 0 / 9    | Estável |
| Votos Inválidos         | Votos Inválidos                           | 50    | 5,11 / 100,00   | 0,74  |          |         |
| Total                   | Total                                     | 979   | 100,00 / 100,00 |       | 9 / 9    |         |
| Eleitorado/Participação | Eleitorado/Participação                   | 1 475 | 66,37 / 100,00  | 1,97  |          |         |

#### Arneiro das Milhariças
| Partido                 | Partido                        | Votos | %               | +/-   | Mandatos | +/-     |
| ----------------------- | ------------------------------ | ----- | --------------- | ----- | -------- | ------- |
|                         | Partido Social Democrata       | 222   | 51,03 / 100,00  | 2,90  | 4 / 7    | Estável |
|                         | Partido Socialista             | 113   | 25,98 / 100,00  | 15,87 | 2 / 7    | 1       |
|                         | Coligação Democrática Unitária | 84    | 19,31 / 100,00  | 11,84 | 1 / 7    | 1       |
| Votos Inválidos         | Votos Inválidos                | 16    | 3,68 / 100,00   | 1,12  |          |         |
| Total                   | Total                          | 435   | 100,00 / 100,00 |       | 7 / 7    |         |
| Eleitorado/Participação | Eleitorado/Participação        | 690   | 63,04 / 100,00  | 6,21  |          |         |

#### Azoia de Cima e Tremês
| Partido                 | Partido                         | Votos | %               | +/-  | Mandatos | +/-     |
| ----------------------- | ------------------------------- | ----- | --------------- | ---- | -------- | ------- |
|                         | Lista Independente Tremez Azóia | 604   | 64,67 / 100,00  | 4,87 | 7 / 9    | Estável |
|                         | Coligação Democrática Unitária  | 212   | 22,70 / 100,00  | 3,35 | 2 / 9    | Estável |
| Votos Inválidos         | Votos Inválidos                 | 118   | 12,64 / 100,00  | 1,54 |          |         |
| Total                   | Total                           | 934   | 100,00 / 100,00 |      | 9 / 9    |         |
| Eleitorado/Participação | Eleitorado/Participação         | 1 959 | 47,68 / 100,00  | 3,14 |          |         |

#### Casével e Vaqueiros
| Partido                 | Partido                  | Votos | %               | +/-   | Mandatos | +/- |
| ----------------------- | ------------------------ | ----- | --------------- | ----- | -------- | --- |
|                         | Partido Social Democrata | 442   | 66,77 / 100,00  | 10,07 | 5 / 7    | 1   |
|                         | Partido Socialista       | 192   | 29,00 / 100,00  | 8,84  | 2 / 7    | 1   |
| Votos Inválidos         | Votos Inválidos          | 28    | 4,23 / 100,00   | 0,23  |          |     |
| Total                   | Total                    | 662   | 100,00 / 100,00 |       | 7 / 7    |     |
| Eleitorado/Participação | Eleitorado/Participação  | 939   | 70,50 / 100,00  | 2,07  |          |     |

#### Cidade de Santarém
| Partido                 | Partido                        | Votos  | %               | +/-  | Mandatos | +/-     |
| ----------------------- | ------------------------------ | ------ | --------------- | ---- | -------- | ------- |
|                         | Partido Socialista             | 3 891  | 32,60 / 100,00  | 3,02 | 8 / 19   | 2       |
|                         | Partido Social Democrata       | 3 872  | 32,44 / 100,00  | 6,75 | 7 / 19   | 1       |
|                         | CHEGA                          | 1 280  | 10,72 / 100,00  | Novo | 2 / 19   | Novo    |
|                         | Coligação Democrática Unitária | 939    | 7,87 / 100,00   | 1,08 | 1 / 19   | 1       |
|                         | Bloco de Esquerda              | 828    | 6,94 / 100,00   | 0,24 | 1 / 19   | Estável |
|                         | CDS – Partido Popular          | 486    | 4,07 / 100,00   | 5,02 | 0 / 19   | 2       |
| Votos Inválidos         | Votos Inválidos                | 640    | 5,36 / 100,00   | 0,66 |          |         |
| Total                   | Total                          | 11 936 | 100,00 / 100,00 |      | 9 / 9    |         |
| Eleitorado/Participação | Eleitorado/Participação        | 25 354 | 47,08 / 100,00  | 0,87 |          |         |

#### Gançaria
| Partido                 | Partido                  | Votos | %               | +/-   | Mandatos | +/- |
| ----------------------- | ------------------------ | ----- | --------------- | ----- | -------- | --- |
|                         | Partido Social Democrata | 153   | 51,86 / 100,00  | 13,54 | 4 / 7    | 1   |
|                         | Partido Socialista       | 113   | 38,31 / 100,00  | 11,33 | 3 / 7    | 1   |
| Votos Inválidos         | Votos Inválidos          | 29    | 9,83 / 100,00   | 2,21  |          |     |
| Total                   | Total                    | 295   | 100,00 / 100,00 |       | 7 / 7    |     |
| Eleitorado/Participação | Eleitorado/Participação  | 461   | 63,99 / 100,00  | 4,94  |          |     |

#### Moçarria
| Partido                 | Partido                                      | Votos | %               | +/-  | Mandatos | +/-     |
| ----------------------- | -------------------------------------------- | ----- | --------------- | ---- | -------- | ------- |
|                         | Partido Socialista                           | 346   | 54,40 / 100,00  | 1,91 | 4 / 7    | Estável |
|                         | Movimento Independente Freguesia de Moçarria | 232   | 36,48 / 100,00  | 2,93 | 3 / 7    | Estável |
|                         | Coligação Democrática Unitária               | 33    | 5,19 / 100,00   | 3,32 | 0 / 7    | Estável |
| Votos Inválidos         | Votos Inválidos                              | 25    | 3,93 / 100,00   | 1,53 |          |         |
| Total                   | Total                                        | 636   | 100,00 / 100,00 |      | 7 / 7    |         |
| Eleitorado/Participação | Eleitorado/Participação                      | 917   | 69,36 / 100,00  | 3,36 |          |         |

#### Pernes
| Partido                 | Partido                        | Votos | %               | +/-   | Mandatos | +/-     |
| ----------------------- | ------------------------------ | ----- | --------------- | ----- | -------- | ------- |
|                         | Partido Socialista             | 399   | 43,23 / 100,00  | 5,34  | 4 / 9    | Estável |
|                         | Partido Social Democrata       | 392   | 42,47 / 100,00  | 5,54  | 4 / 9    | 1       |
|                         | Coligação Democrática Unitária | 114   | 12,35 / 100,00  | 10,31 | 1 / 9    | 1       |
| Votos Inválidos         | Votos Inválidos                | 18    | 1,95 / 100,00   | 0,57  |          |         |
| Total                   | Total                          | 923   | 100,00 / 100,00 |       | 9 / 9    |         |
| Eleitorado/Participação | Eleitorado/Participação        | 1 300 | 71,00 / 100,00  | 11,09 |          |         |

#### Póvoa da Isenta
| Partido                 | Partido                        | Votos | %               | +/-   | Mandatos | +/-     |
| ----------------------- | ------------------------------ | ----- | --------------- | ----- | -------- | ------- |
|                         | Partido Social Democrata       | 210   | 43,03 / 100,00  | 6,94  | 4 / 7    | 1       |
|                         | Partido Socialista             | 156   | 31,97 / 100,00  | 8,10  | 2 / 7    | Estável |
|                         | Coligação Democrática Unitária | 97    | 19,88 / 100,00  | 13,65 | 1 / 7    | 1       |
| Votos Inválidos         | Votos Inválidos                | 25    | 5,12 / 100,00   | 1,39  |          |         |
| Total                   | Total                          | 488   | 100,00 / 100,00 |       | 9 / 9    |         |
| Eleitorado/Participação | Eleitorado/Participação        | 853   | 57,21 / 100,00  | 1,81  |          |         |

#### Romeira e Várzea
| Partido                 | Partido                                 | Votos | %               | +/-  | Mandatos | +/-     |
| ----------------------- | --------------------------------------- | ----- | --------------- | ---- | -------- | ------- |
|                         | Partido Socialista                      | 825   | 69,27 / 100,00  | 3,07 | 7 / 9    | 1       |
|                         | Movimento Independente Romeira e Várzea | 208   | 17,46 / 100,00  | 5,47 | 2 / 9    | 1       |
|                         | Coligação Democrática Unitária          | 43    | 3,61 / 100,00   | 0,33 | 0 / 9    | Estável |
|                         | Bloco de Esquerda                       | 36    | 3,02 / 100,00   | -    | 0 / 9    | -       |
| Votos Inválidos         | Votos Inválidos                         | 79    | 6,63 / 100,00   | 1,99 |          |         |
| Total                   | Total                                   | 1 191 | 100,00 / 100,00 |      | 9 / 9    |         |
| Eleitorado/Participação | Eleitorado/Participação                 | 2 132 | 55,86 / 100,00  | 3,09 |          |         |

#### São Vicente do Paul e Vale de Figueira
| Partido                 | Partido                                      | Votos | %               | +/-  | Mandatos | +/-     |
| ----------------------- | -------------------------------------------- | ----- | --------------- | ---- | -------- | ------- |
|                         | Movimento Independente das Freguesias Unidas | 636   | 52,65 / 100,00  | 8,32 | 5 / 9    | 1       |
|                         | Partido Socialista                           | 383   | 31,71 / 100,00  | 8,41 | 3 / 9    | 1       |
|                         | Coligação Democrática Unitária               | 132   | 10,93 / 100,00  | 0,01 | 1 / 9    | Estável |
| Votos Inválidos         | Votos Inválidos                              | 57    | 4,72 / 100,00   | 0,08 |          |         |
| Total                   | Total                                        | 1 208 | 100,00 / 100,00 |      | 9 / 9    |         |
| Eleitorado/Participação | Eleitorado/Participação                      | 2 217 | 54,49 / 100,00  | 3,43 |          |         |

#### Vale de Santarém
| Partido                 | Partido                        | Votos | %               | +/-  | Mandatos | +/-     |
| ----------------------- | ------------------------------ | ----- | --------------- | ---- | -------- | ------- |
|                         | Partido Socialista             | 583   | 47,44 / 100,00  | 8,83 | 5 / 9    | 1       |
|                         | Partido Social Democrata       | 274   | 22,29 / 100,00  | 8,64 | 2 / 9    | 1       |
|                         | Coligação Democrática Unitária | 227   | 18,47 / 100,00  | 8,37 | 2 / 9    | Estável |
|                         | CHEGA                          | 97    | 7,89 / 100,00   | Novo | 0 / 9    | Novo    |
| Votos Inválidos         | Votos Inválidos                | 48    | 3,90 / 100,00   | 0,66 |          |         |
| Total                   | Total                          | 1 229 | 100,00 / 100,00 |      | 9 / 9    |         |
| Eleitorado/Participação | Eleitorado/Participação        | 2 360 | 52,08 / 100,00  | 0,67 |          |         |

| Freguesia                                  | 2017-2021 | 2017-2021                | 2017-2021      | 2021-2025 | 2021-2025                | 2021-2025      |
| ------------------------------------------ | --------- | ------------------------ | -------------- | --------- | ------------------------ | -------------- |
| Abitureiras                                |           | Partido Socialista       | 51,25 / 100,00 |           | Partido Social Democrata | 50,09 / 100,00 |
| Abrã                                       |           | Partido Social Democrata | 79,55 / 100,00 |           | Partido Socialista       | 62,17 / 100,00 |
| Achete, Azoia de Baixo e Póvoa de Santarém |           | Grupo de Cidadãos        | 72,10 / 100,00 |           | Grupo de Cidadãos        | 67,16 / 100,00 |
| Alcanede                                   |           | Partido Social Democrata | 58,10 / 100,00 |           | Partido Social Democrata | 42,91 / 100,00 |
| Alcanhões                                  |           | Partido Social Democrata | 40,00 / 100,00 |           | Partido Socialista       | 44,53 / 100,00 |
| Almoster                                   |           | Partido Social Democrata | 42,71 / 100,00 |           | Partido Socialista       | 49,26 / 100,00 |
| Amiais de Baixo                            |           | Partido Socialista       | 59,76 / 100,00 |           | Partido Socialista       | 46,88 / 100,00 |
| Arneiro das Milhariças                     |           | Partido Social Democrata | 48,13 / 100,00 |           | Partido Social Democrata | 51,03 / 100,00 |
| Azoia de Cima e Tremês                     |           | Grupo de Cidadãos        | 69,54 / 100,00 |           | Grupo de Cidadãos        | 64,67 / 100,00 |
| Casével e Vaqueiros                        |           | Partido Social Democrata | 56,70 / 100,00 |           | Partido Social Democrata | 66,77 / 100,00 |
| Cidade de Santarém                         |           | Partido Social Democrata | 39,19 / 100,00 |           | Partido Socialista       | 32,60 / 100,00 |
| Gançaria                                   |           | Partido Social Democrata | 65,40 / 100,00 |           | Partido Social Democrata | 51,86 / 100,00 |
| Moçarria                                   |           | Partido Socialista       | 52,49 / 100,00 |           | Partido Socialista       | 54,40 / 100,00 |
| Pernes                                     |           | Partido Socialista       | 37,89 / 100,00 |           | Partido Socialista       | 43,23 / 100,00 |
| Póvoa da Isenta                            |           | Partido Social Democrata | 36,09 / 100,00 |           | Partido Social Democrata | 43,03 / 100,00 |
| Romeira e Várzea                           |           | Partido Socialista       | 72,34 / 100,00 |           | Partido Socialista       | 69,27 / 100,00 |
| São Vicente do Paul e Vale de Figueira     |           | Grupo de Cidadãos        | 60,97 / 100,00 |           | Grupo de Cidadãos        | 52,65 / 100,00 |
| Vale de Santarém                           |           | Partido Socialista       | 56,27 / 100,00 |           | Partido Socialista       | 47,44 / 100,00 |